# Szíria világörökségi helyszínei
Szíria területéről eddig hat helyszín került fel a világörökségi listára, tizenkét helyszín a javaslati listán várakozik a felvételre.
Az UNESCO Világörökség Bizottsága 2013-as ülésszakán az országban uralkodó polgárháborús helyzet miatt az összes szíriai helyszínt felkerült a veszélyeztetett világörökségi helyszínek listájára.
| | Damaszkusz ősi városa |
| 1979 |                       |
| A veszélyeztetett világörökségi helyszínek listájára került: 2013 |                       |
| Kulturális (I)(II)(III)(IV)(VI) |                       |
| Védett terület: 86,12 ha, puffer zóna: 42,6 ha, hivatkozás: 20 |                       |
| Az i. e. 3. évezredben alapított Damaszkusz egyike a világ legrégebbi folyamatosan lakott városainak. A település az Egyiptomot Mezopotámiával összekötő kereskedelmi útvonal mentén fekszik. Az i. e. 14. században hol Egyiptom, hol Mitanni felügyelete alatt állt, végül a hettita befolyás alá került. Asszíria déli és nyugati terjeszkedésének idején a dél-szíriai régió egyik legerősebb asszír-ellenes központja volt, de végül mégis asszír fennhatóság alá került. I. e. 38-ban a Római Birodalomhoz csatolták. 636-ban az Omajjád kalifátus fővárosaként az arab világ része lett. A középkorban elsősorban kardokra és csipkékre szakosodott, virágzó kézműipar központja volt. A városban a történelem különböző időszakaiból 125 emlékmű maradt fenn, ezek közül a leghíresebb az egykori asszír szentély, majd a későbbi Szent János-bazilika helyére épült Omajjád-mecset és a Szent Pál életútjához köthető templomok és egyéb helyszínek. |                       |

| | Boszra ősi városa |
| 1980 |                   |
| A veszélyeztetett világörökségi helyszínek listájára került: 2013 |                   |
| Kulturális (I)(III)(VI) |                   |
| Védett terület: 116,2 ha, puffer zóna: 200,4 ha, hivatkozás: 22 |                   |
| Boszra a Római Birodalom arábiai tartományának fővárosa, később a Mekkába vezető zarándokutak egyik fontos állomása volt. Első nagyobb fellendülése az i. e. 2. században következett be, amikor a nabateusok fennhatósága alatt állt, akik innen ellenőrizték a kereskedelmi útvonalakat. A város római korszakából többek között egy diadalív maradványai, egy közkút, két tetrapülon és lakóházad romjai maradtak fenn. Leghíresebb emléke a városfalakon kívül épült, 2. századi, szinte teljes épségben megmaradt római színház. A tizenötezer nézőt is befogadni képes színházat egy a 13. században épített citadella falai veszik körül, ennek köszönhető fennmaradása. Később a városban számos korai keresztény épületet emeltek, ezek közül néhány ma is látható. A 6. század elején befejezett katedrális nagymértékben hatott a korabeli keresztény építészeti formákra. Az 1950-ben helyreállított Omar-mecset egyike a legkorábbi megmaradt iszlám épületeknek. Az iszlám építészet további fennmaradt alkotásai egy 14. századi fürdő romjai, a Mabrak-mecset, ahol a hagyomány szerint Mohamed imádkozott, egy medresze a 13. század első évtizedeiből, egy ciszterna és az Ajjúbidák korában épült Fatima-mecset. |                   |

| | Palmüra romjai |
| 1980 |                |
| A veszélyeztetett világörökségi helyszínek listájára került: 2013 |                |
| Kulturális (I)(II)(IV) |                |
| Védett terület: 1 640 ha, puffer zóna: 16 800 ha, hivatkozás: 23 |                |
| A Damaszkusz és az Eufrátesz között félúton fekvő Palmüra oázisa a 3. századig a kelet-nyugati kereskedelem és az ókor egyik legfontosabb kulturális központja volt. A ma romokban álló templomegyüttes és az oszlopsoros utcák kialakítása a perzsa hatásokkal összefonódott hellenisztikus és a római városépítészeten alapul, de a palmürai vallás és kultúra az arab sivatagi törzsek világához tartozott. Többségében megmaradt hatalmas középületeivel és lakónegyedeivel a település az ókori városépítészet egyik kiemelkedő példája. Főtengelye a hosszirányú fedett átjárókkal szegélyezett nyitott főutcát alkotó több, mint egy kilométer hosszú oszlopsor volt, ami Baál templomát kötötte össze az úgynevezett Diocletianus-táborral. Palmüra ma is látható legfontosabb részei a Baál-templom, a diadalív, az oszlopos főút, a színház, a tetrapülon, Diocletianus tábora, Nebo temploma, az arab kastély, és a temető számos toronysírral. |                |

| | Aleppó ősi városa |
| 1986 |                   |
| A veszélyeztetett világörökségi helyszínek listájára került: 2013 |                   |
| Kulturális (III)(IV) |                   |
| Védett terület: 364 ha, hivatkozás: 21 |                   |
| A Földközi-tenger térsége és a keleti kereskedelmi útvonalak egyik fontos csomópontján álló Aleppó az i. e. 3. évezredtől kezdve fejlődött és gazdagodott. A várost a részben mesterségesen létrehozott dombon álló Citadella uralja. Bár a Citadella feltehetően a 12. században épült, a dombot, ahol áll már az i. e. 3. évezredtől védelmi célokra használták. Az óvárost fallal vették körbe, ennek egyes részei ma is láthatók. Az i. e. 18. században hettita uralom alá került, majd később egyiptomi, asszír, babilóniai és perzsa hódítók követték egymást. A görög és római időkben elvesztette befolyása egy részét és csak az i. sz. 10. században virágzott fel újra. A város legfontosabb műemlékei az omajjád nagymecset, a fedett bazár, számos medresze, és romos állapotban lévő karavánszerájok. Aleppó jelenlegi arculatát az Ajjúbidák uralma alatt kapta, a források szerint a 13. században a városban több, mint 700 mecset állt. A Citadellán belül egy közfürdő, egy 1214-ben alapított mecset és a Királyi Palota található. |                   |

| | A Krak des Chevaliers és a Szaladin-citadella |
| 2006 |                                               |
| A veszélyeztetett világörökségi helyszínek listájára került: 2013 |                                               |
| Kulturális (II)(IV) |                                               |
| Védett terület: 8,87 ha, puffer zóna: 167,21 ha, hivatkozás: 1229 |                                               |
| A várak a középkori hadi építészet kiemelkedő emlékei, egy időben mindkettő kulcsfontosságú keresztes védőbástya volt. A stratégiai fontosságú helyen, 650 méteres tengerszint feletti magasságban fekvő látványos Krak des Chevaliers vár központi részét még az arabok emelték az ezredforduló előtt. A 13. század elején keresztes lovagok fennhatósága alá került, akik jelentősen kibővítették és megerősítették. A várat kettős fal veszi körül, a falakon belül vízvezetékkel és ciszternákkal. A 13. század első felében egy békésebb időszakban figyelmet fordíthattak az épület díszítésére is, ekkor készült a gótikus stílusú előcsarnok, és a nagymester bordás boltozatokkal lefedett lakosztálya. A vár 1271-ig maradt a Jeruzsálemi Szent János lovagrend (johanniták) ellenőrzése alatt, amikor a mamlúkok elfoglalták. A Szaladin-citadella eredetileg egy a 10. század végén épült bizánci erőd volt, amit a 12. század elején foglaltak el a keresztesek. A magaslaton álló vár egyetlen könnyen megtámadható pontjánál egy 130 méter hosszú, 20 méter széles árkot ástak. A várfalon belül ciszternákat alakítottak ki, később mecseteket építettek. |                                               |

| | Észak-Szíria ókori falvai |
| 2011 |                           |
| A veszélyeztetett világörökségi helyszínek listájára került: 2013 |                           |
| Kulturális (III)(IV)(V) |                           |
| Védett terület: 12 290 ha, hivatkozás: 1348 |                           |
| A Szíria északnyugati részén nyolc csoportban elhelyezkedő körülbelül negyven ókori eredetű falu fontos információforrás a késő antik és bizánci életmóddal kapcsolatban. A falvakat az i. sz. 1. és 7. évszázadban alapították, majd a 8. és 10. század között folyamatosan elnéptelenedtek. Építészeti örökségük megmaradt része lakóházakból, pogány templomokból, ciszternákból, fürdőkből és keresztény templomokból áll. A fennmaradt épületek kiválóan szemléltetik az átmenetet a római életformából a bizánci kereszténységbe. A vízkiemelő szerkezetek maradványai, a településeket védelmező falak romjai és a korabeli fejlett mezőgazdaság a technikai vívmányok magas szintű alkalmazásáról tanúskodik. |                           |